# Punt (Goldland)
Punt war ein Goldland, dessen Name durch altägyptische Inschriften belegt ist. Ein anderer Name für die Region war „Ta Netjer“ („Gottesland“) als Reverenz an die Göttin Hathor. Es gibt nur Vermutungen, welcher heutige Ort gemeint war.
Die Ägypter importierten aus Punt vermutlich seit dem 3. Jahrtausend v. Chr. Weihrauch, Ebenholz, Elfenbein, Gold, Augenschminke, Silber, Speisesalz, Affen, Hunde, Pantherfelle sowie Straußenfedern und -eier. Aus Darstellungen und ägyptischen Inschriften geht hervor, dass Punt östlich Ägyptens am Meer lag und dass die Einwohner, die sich nach Kleidung und Haartracht in drei Gruppen gliedern lassen, in Pfahlbauten lebten und Rinder hielten. In Punt soll sich außerdem der altägyptischen Mythologie zufolge das Gottesland Utenet befinden.

## Expeditionen nach Punt
Eine besonders kurze Überlandverbindung vom Nil zum Roten Meer mündete bei Koptos (Gebtu), welches daher schon lange ein wichtiger Handelsort der Ägypter war. Eine Karawane konnte die Strecke in fünf Tagen bewältigen. Hier brachen auch viele Expeditionen nach Punt auf. Die älteste bekannte Expedition nach Punt führte König (Pharao) Sahure (5. Dynastie) durch. Ebenfalls in der 5. Dynastie führte während der Regierungszeit von Djedkare der Beamte Bawerdjed eine Expedition nach Punt. Unter der Regentschaft von Mentuhotep III. reiste ein Beamter namens Henenu nach Punt.
Die wohl berühmteste Expedition unternahm die Königin Hatschepsut unter Führung Nehesis zum Erwerb unter anderem von Myrrhe und Zedern. Ein Bericht dieser Reise ist als Relief im Totentempel Hatschepsuts an der Wand einer Pfeilerhalle („Punthalle“) in Deir el-Bahari erhalten geblieben.

Reliefs im Totentempel der Hatschepsut
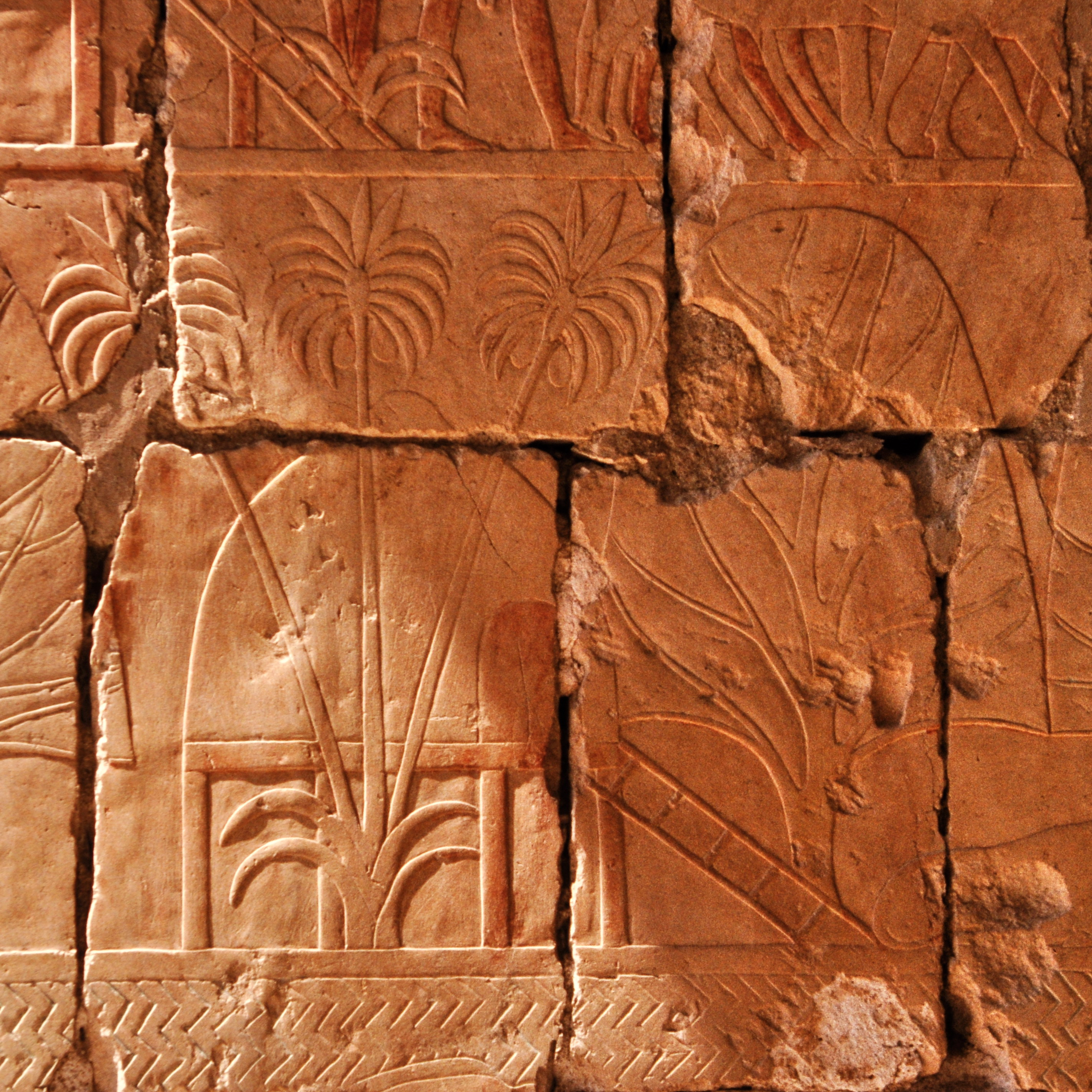
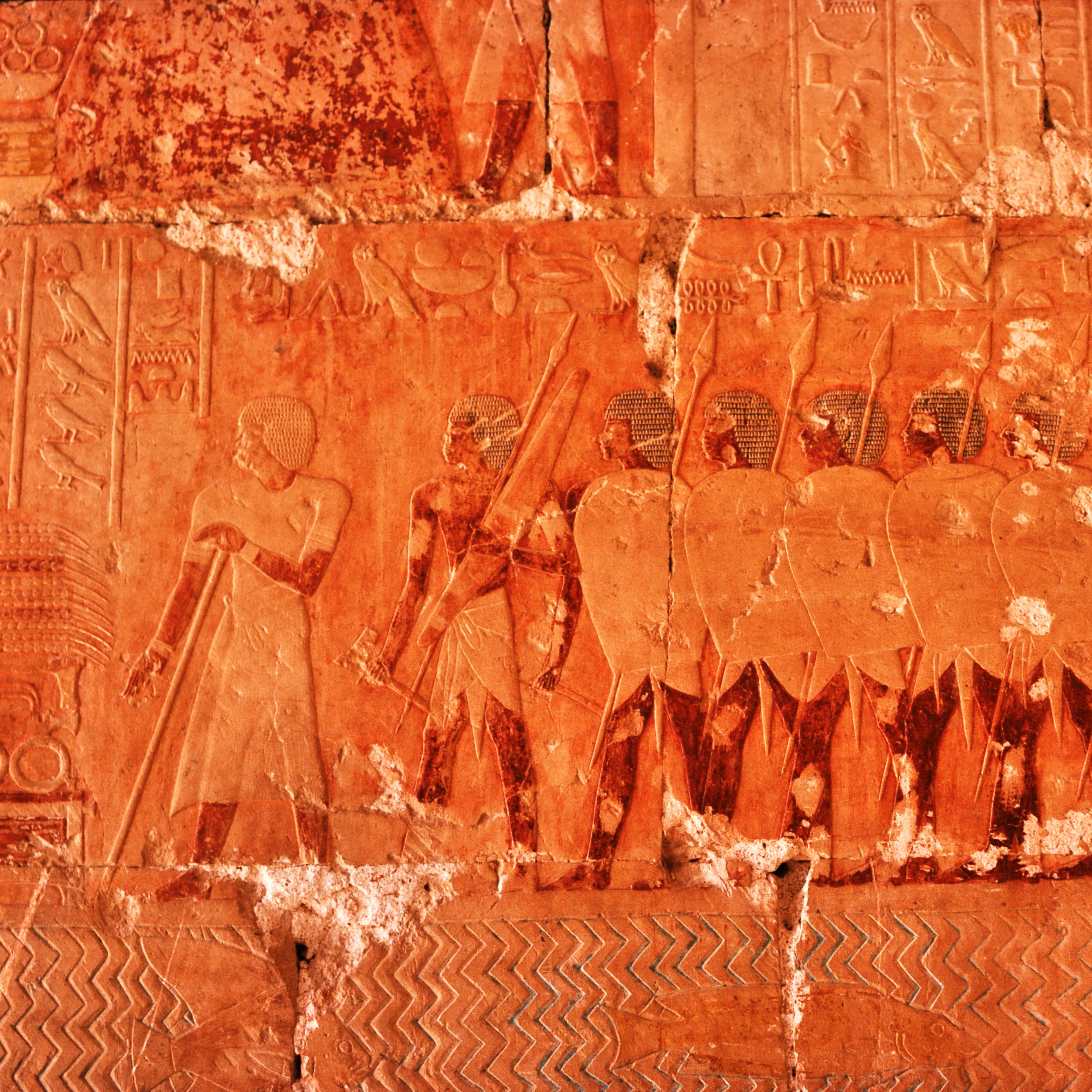
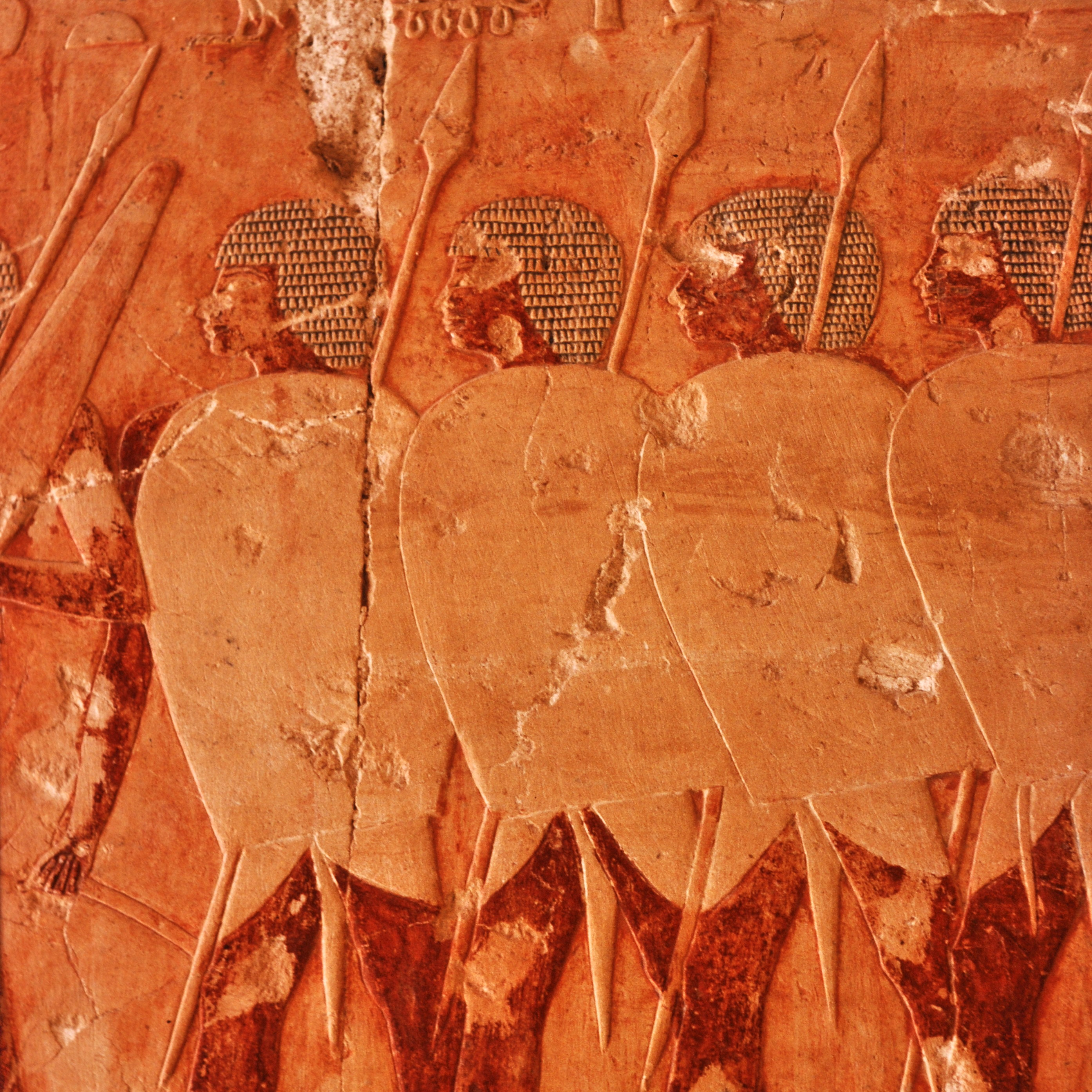

Hatschepsuts Nachfolger Thutmosis III. soll Punt im ersten Jahr seiner Regentschaft erobert haben. Spätere Pharaonen organisierten ebenfalls teils militärischen, teils wirtschaftlichen Zwecken dienende Expeditionen nach Punt.

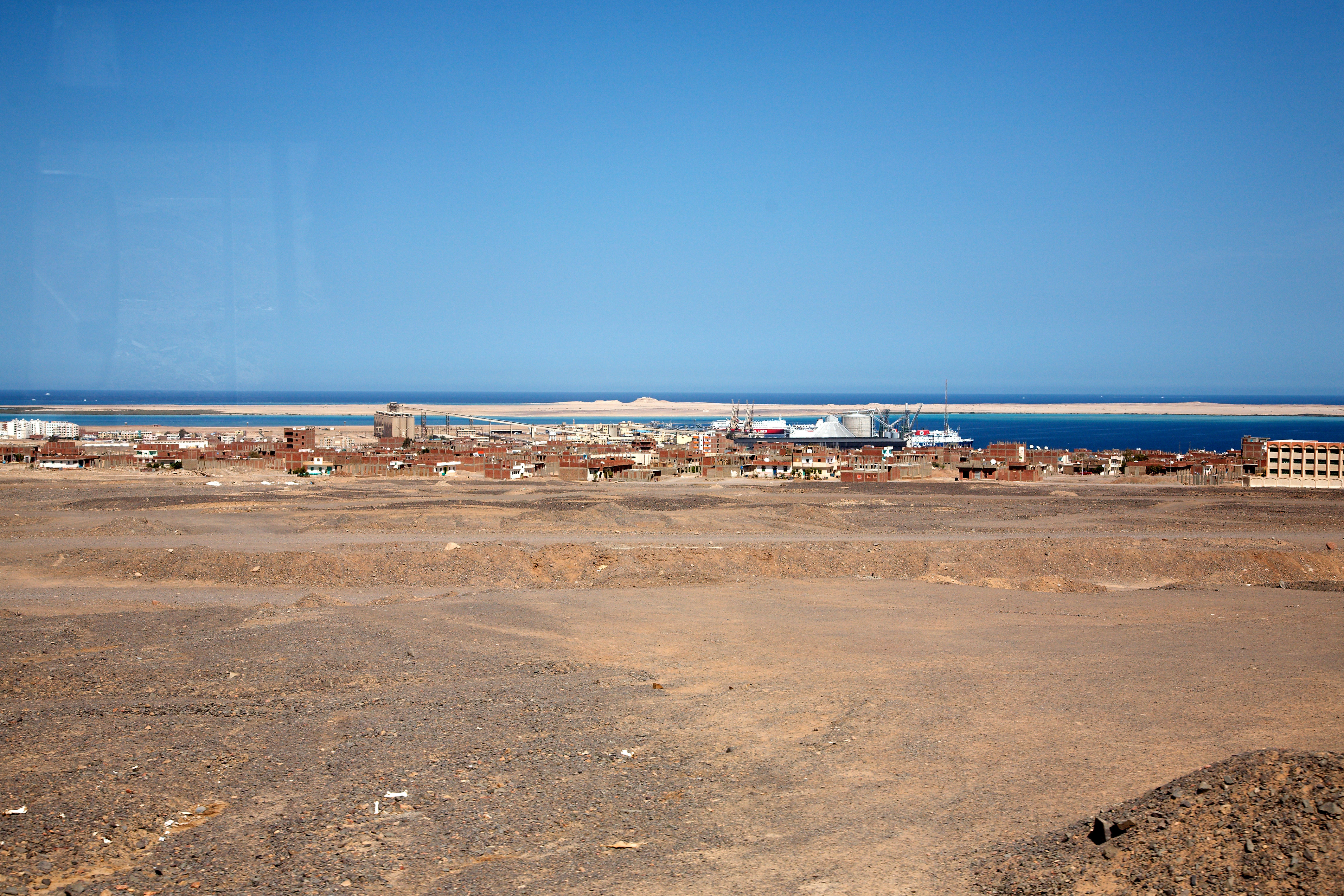
Hafen von Safaga

Ramses III. erwähnt ebenfalls eine Expedition nach Punt: „Ich ließ große Menhou (Transportschiffe) bauen, ihnen voran ziehen BAIR mit großen Mannschaften und Schutztruppen. Sie verließen das große Meer von Muqed und erreichten das Gebirge von Punt, Land des Weihrauchs, sicher und ohne größere Verluste, denn ich flöße allen große Furcht ein.“
Forscher der Universitäten Boston und Neapel fanden im Jahr 2006 bei Mersa Gawasis am Roten Meer, südlich der ägyptischen Stadt Safaga, in fünf Höhlen Überreste von Tauen sowie Planken, die für das Beladen von Booten benutzt wurden.
Es wurden außerdem Reste einer Kiste mit der Aufschrift „Wunder des Landes Punt“ entdeckt; daneben der beschädigte Name von Amenemhet III., was die Altertümerverwaltung in Kairo als weiteren Beweis wertet, dass die Ägypter zur Zeit der Pharaonen auch Seehandel mit Punt betrieben hatten.

## Lokalisierung von Punt

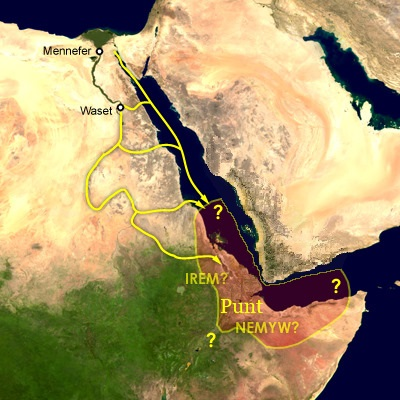
Mögliche Lage am roten Meer und Handelsrouten zu Land und See

In der Ägyptologie wurde lange über die genaue Lage von Punt gerätselt. Von einigen Forschern wurde Punt mit Ophir, einem biblischen sagenhaft reichen Land beziehungsweise Goldland, in Zusammenhang gebracht. Im demotischen Papyrus „Die Heimkehr der Göttin“ wird geschildert, dass ein Fußmarsch nach Punt 120 Tage dauert und die Göttin Tefnut diese Distanz in drei Tagen zurücklegte.
Unstrittig ist, dass Punt östlich von Ägypten liegen muss. Bis zur Entdeckung des Tempels der Hatschepsut in Deir el-Bahari wurde allgemein angenommen, Punt liege in Asien, meist irgendwo in Arabien. Nach Entdeckung des Tempels wurde dort eine Inschrift gefunden, die besagt, die Götter hätten „die südlichen Grenzen (Ägyptens) so weit wie Punt“ gesetzt. Dies wurde als starkes Indiz für eine Lage in Afrika gesehen, was durch Darstellung verschiedener Tiere gestützt wurde, die man allgemein mit Afrika in Verbindung bringt. Außerdem wird in einem Hymnus aus der Zeit des Neuen Reiches berichtet, wie Min auf seinem Rückweg von Punt, woher er wohlduftenden Weihrauch mitbringt, über die Berge von Medja herabsteigt, also von Süden her den Nil entlangkommt.
Nachdem David Lorton und John J. Bimson eine Analyse erarbeiteten, die eine Lage südöstlich von Nubien indizierte, setzte sich diese Ansicht weitgehend durch. Demnach vermutete man Punt am Horn von Afrika, vielleicht im heutigen Somalia (wo sich heute die faktisch autonome Region Puntland in ihrer Namensgebung darauf beruft) oder in Eritrea. Dass es sich wesentlich weiter südlich, etwa in Mosambik oder Simbabwe befinden könnte, galt als weniger wahrscheinlich, da die Entfernung zu Ägypten zu groß sei und selbst in römischer Zeit die geografischen Kenntnisse in Tansania aufgehört hatten. Manche identifizierten Punt gar mit dem bei Claudius Ptolemäus, Geographike Hyphegesis IV, 7 und im Periplus Maris Erythraei genannten Handelsplatz Opone (Οπώνη), dem heutigen Hafun südlich des Horns von Afrika. In Eritrea gelten der alte Hafen Adulis südlich von Massaua sowie Qohaito im Westen des Landes, wo schon im Altertum mit Ebenholz, Gold und Weihrauch gehandelt wurde, als mögliches Punt.
Im Jahr 2018 betonte der Ägyptologe Stefan Baumann, dass die Region Punt aus ägyptischer Perspektive am Rande der bekannten Welt lag und daher schwer erreichbar und greifbar war. Eine für alle Zeiten gültige Grenze lässt sich zudem nicht festlegen. Es ist anzunehmen, dass sich mit der Ausweitung des Handelsnetzwerkes unter der ptolemäischen und römischen Vorherrschaft auch das geografische Verständnis von Punt veränderte. Spätestens in dieser Zeit gehörten auch die Weihrauchregionen in Arabien zu dem, was die Ägypter als Punt definierten.
Einen direkten Beleg für Handelsbeziehungen zwischen Theben und der Region Eritrea / Äthiopien / Nordwest-Somalia ergab 2020 der Nachweis einer identischen Zusammensetzung der Strontium-Isotope zweier aus Theben stammenden, 3300 Jahre alter, mumifizierten Mantelpaviane aus der Zeit des Neuen Reichs mit der Strontium-Verteilung in Boden und Gewässern dieser Region am Horn von Afrika.